# فرنو
فرنو (به ایتالیایی: Ferno) یک کومونه در ایتالیا است که در استان وارزه واقع شده‌است.

## خصوصیات
فرنو ۸٫۵ کیلومترمربع مساحت و ۶٬۷۰۱ نفر جمعیت دارد و ۲۱۱ متر بالاتر از سطح دریا واقع شده‌است.